# Obwód irkucki
Obwód irkucki (ros. Иркутская область, Irkutskaja obłast´) – jednostka administracyjna Federacji Rosyjskiej. Na południu i południowym zachodzie graniczy z Buriacją i Republiką Tuwy, na zachodzie z Krajem Krasnojarskim, na północnym wschodzie z Jakucją i na wschodzie z Krajem Zabajkalskim.

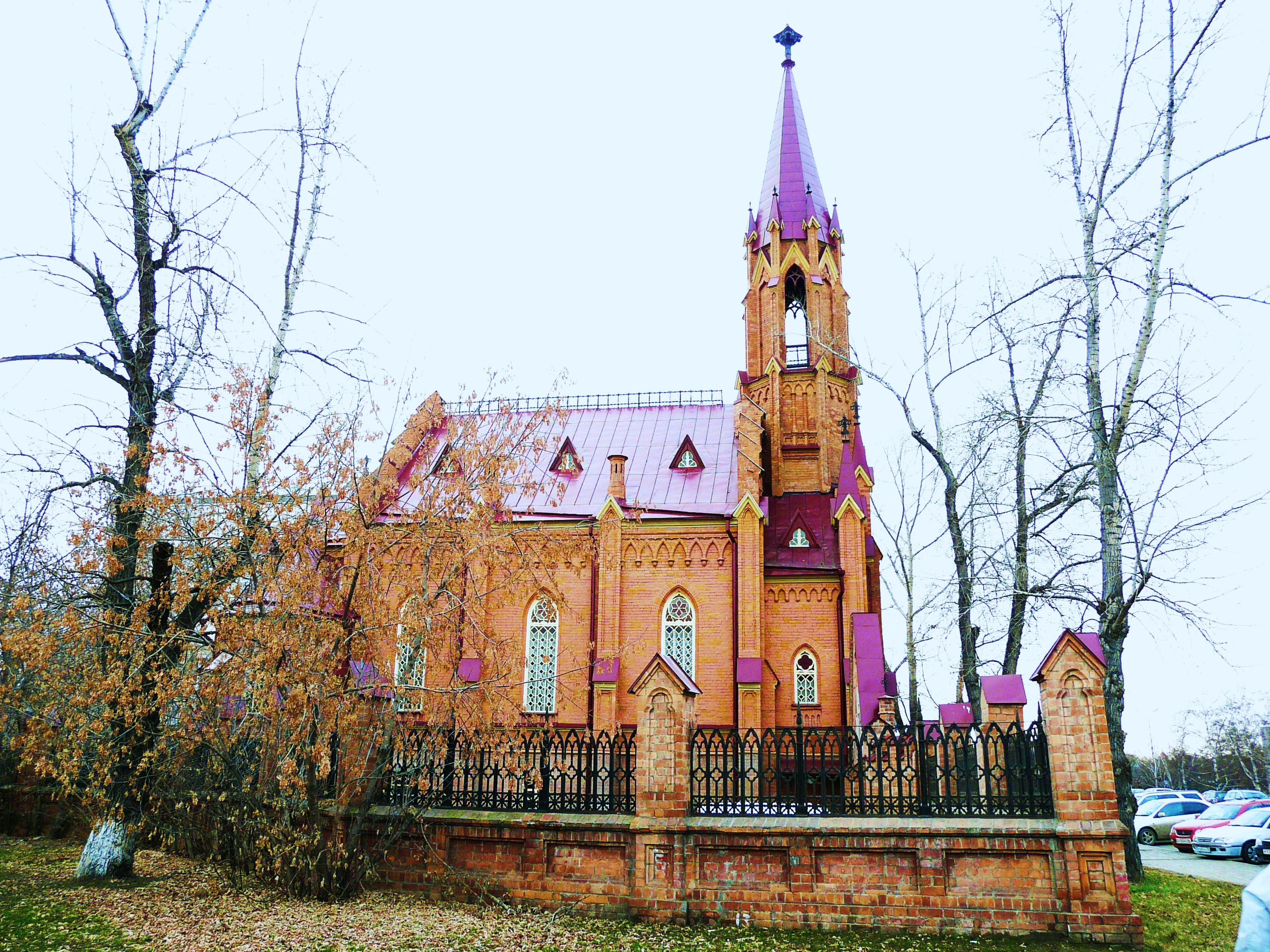
Kościół Polski w Irkucku

W przeszłości był to jeden z regionów zsyłek Polaków na Syberię. W 1866 w Kułtuku wybuchło polskie powstanie zabajkalskie. W latach 1881–1884 polscy zesłańcy wznieśli w Irkucku neogotycki Kościół Wniebowzięcia Najświętszej Maryi Panny, zwany potocznie Kościołem Polskim. W Kireńsku w latach 1887–1890 przebywał na zesłaniu Józef Piłsudski. W obwodzie leży wieś Wierszyna, założona i do dziś zamieszkiwana przez Polaków. We wsi działa Dom Polski.
W południowo-zachodniej części obwodu w latach 1939–1950 istniał Tofalarski Rejon Narodowy. Na południu obwodu znajduje się późnopaleolityczne stanowisko archeologiczne Malta.

## Geografia
Obwód położony jest w południowo-wschodniej części Syberii.

### Strefa czasowa
Obwód irkucki należy do irkuckiej strefy czasowej (IRKT): do 25 października 2014 UTC+09:00 przez cały rok, od 26 października 2014 UTC+08:00 przez cały rok. Jeszcze wcześniej, przed 27 marca 2011 roku, obowiązywał czas standardowy (zimowy) strefy UTC+8:00, a czas letni – UTC+9:00.

## Skład narodowościowy
- Rosjanie – 89,9%
- Buriaci – 3,12%
- Ukraińcy – 2,1%
- Tatarzy – 1,2%
- Białorusini – 0,55%

## Podział administracyjny
- rejon angarski
- rejon bałagański
- rejon bodajbiński
- rejon bracki
- rejon żygałowski
- rejon załaryński
- rejon zimnienski
- rejon irkucki
- rejon kazaczyńsko-leński
- rejon katański
- rejon kaczudzki
- rejon kirieński
- rejon kujtyński
- rejon mamsko-czujski
- rejon niżnieilimski
- rejon niżnieudyński
- rejon olchoński
- rejon sludiański
- rejon tajszecki
- rejon tułuński
- rejon usolski
- rejon ust-ilimski
- rejon ust-kucki
- rejon ust-udiński
- rejon czeremchowski
- rejon czuński
- rejon szelechowski

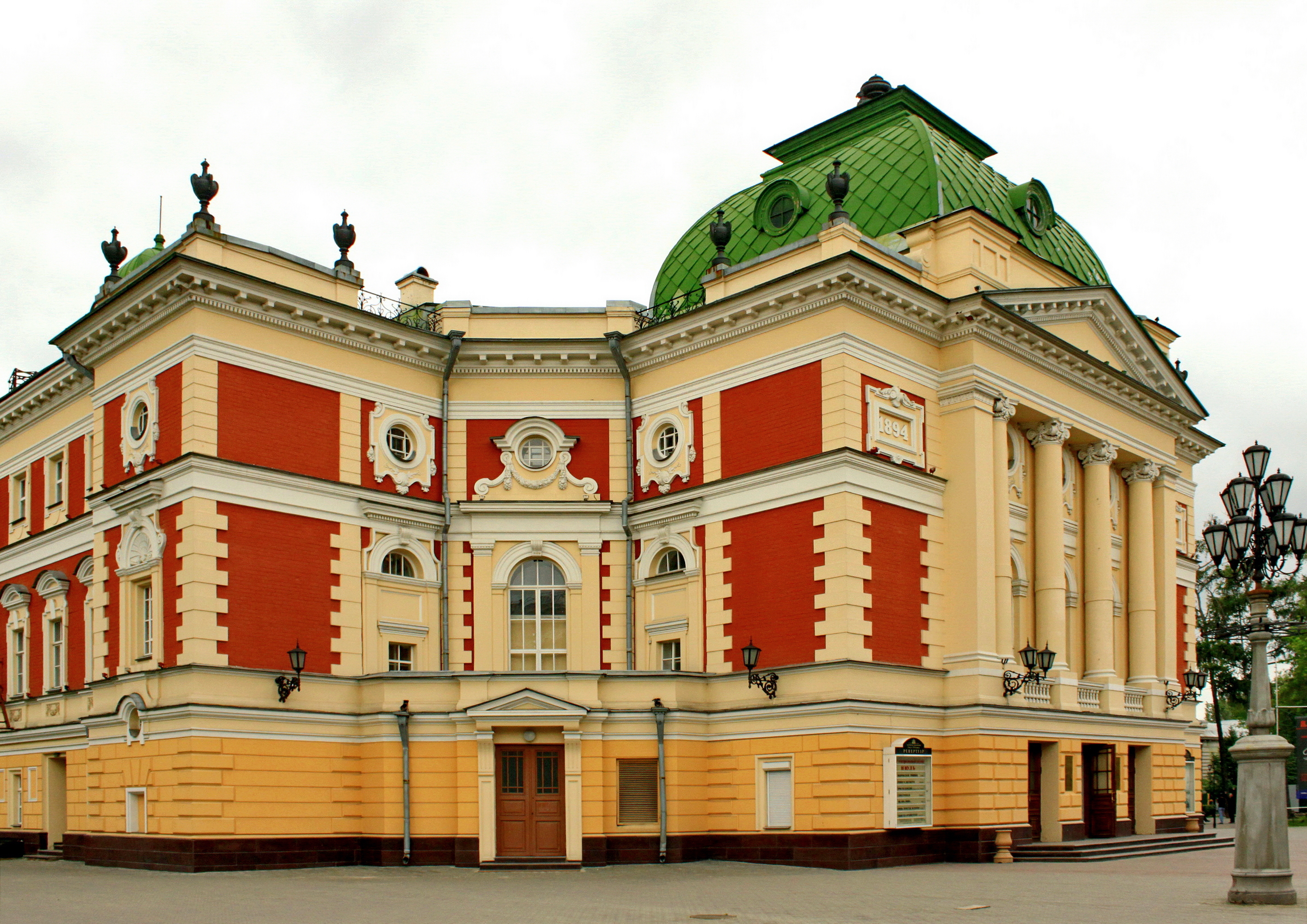
Irkuck jest największym i jednym z najstarszych miast obwodu

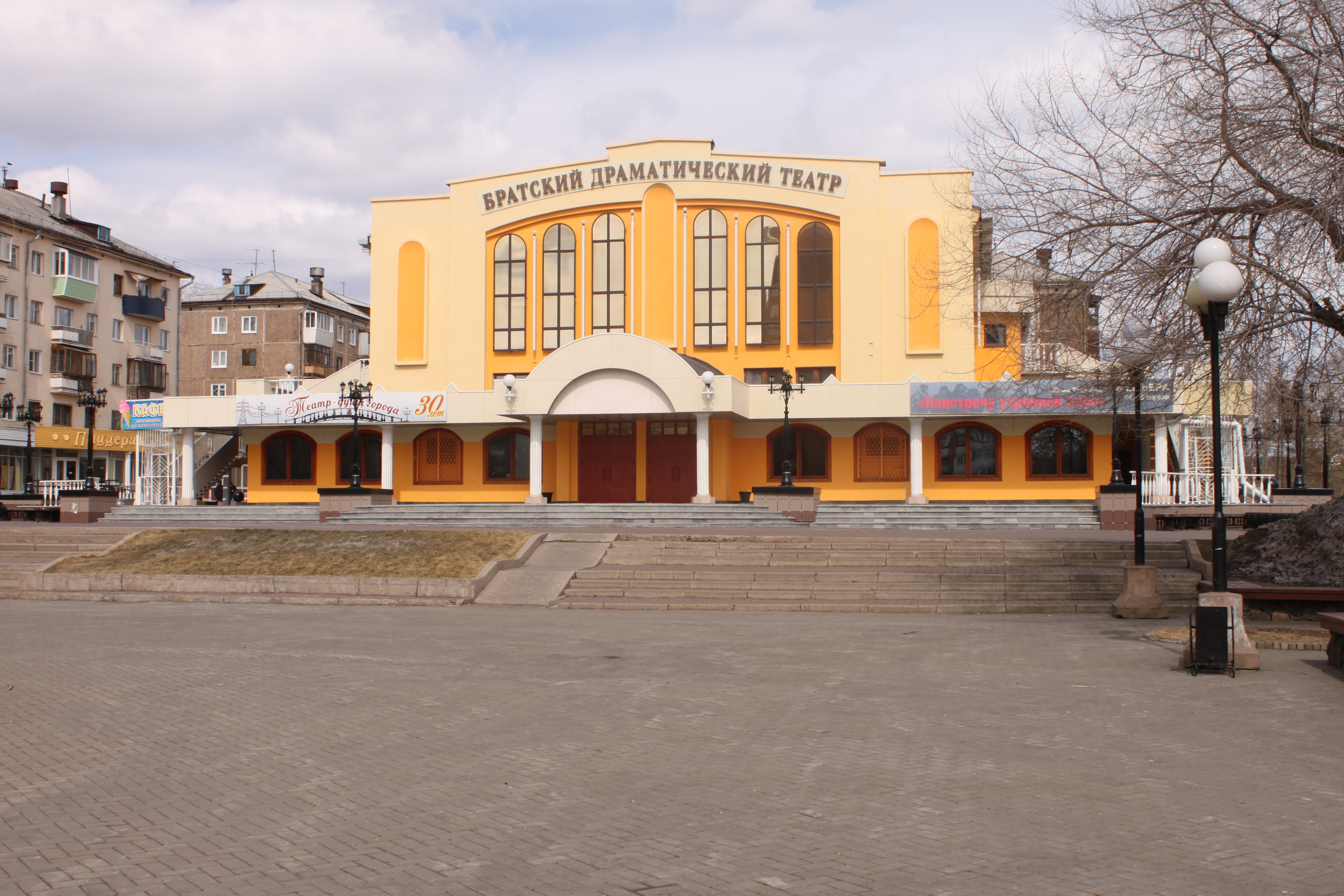
Brack został założony w XVII w. jako ostróg

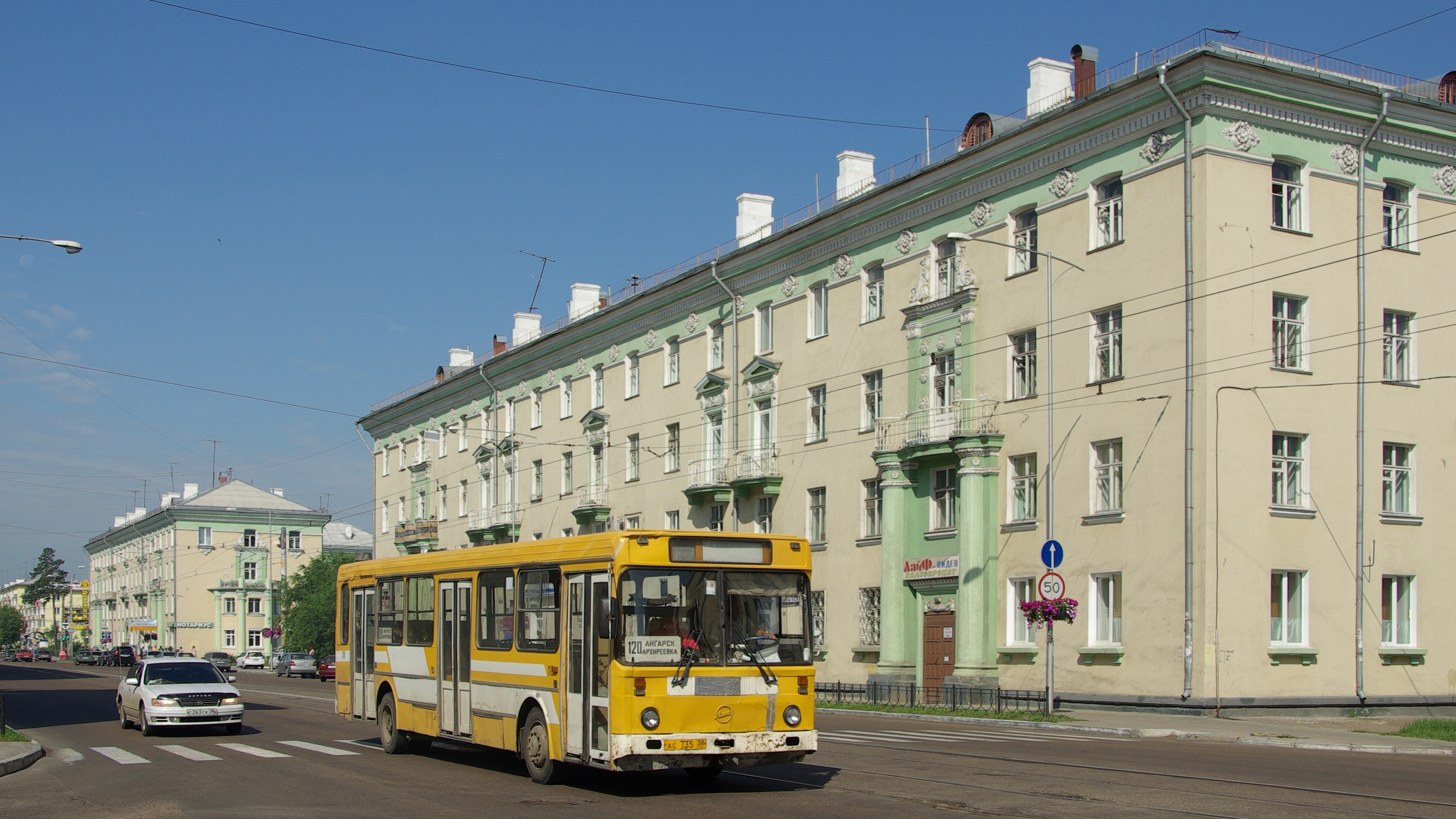
Angarsk jest jednym z młodszych miast obwodu, jako założony po II wojnie światowej

Ust-Ordyński Okręg Buriacki (od 1 stycznia 2008):
- rejon ałarski
- rejon bajandajewski
- rejon bochański
- rejon nukutski
- rejon osiński
- rejon echirit-bułagatski

## Tablice rejestracyjne
Tablice pojazdów zarejestrowanych w obwodzie irkuckim mają oznaczenie 38 w prawym górnym rogu nad flagą Rosji i literami RUS.